# Маргерит, Жан Огюст
Жан Огю́ст Маргери́т (фр. Jean-Auguste Margueritte; 15 января 1823, Манель — 6 сентября 1870, Борен, Валлония) — французский военачальник, дивизионный генерал (1870).

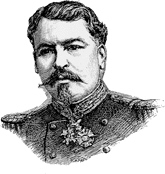
генерал Маргерит.

Его семья переехала в Алжир в 1831 году. Поступил на службу во французский колониальный полк, дислоцированный в Алжире, в 1837 году, в 1840 был произведён в сержанты, а затем получил звание лейтенанта. С 1862 и 1864 год в составе французских сил участвовал в экспедиции в Мексику, целью которой было утвердить на мексиканском престоле эрцгерцога Максимилиана. В итоге генерал вернулся в Алжир, который покинул в звании полковника в 1870 году, когда его полк был отправлен на фронт Франко-прусской войне. Участвовал в неудачной для французов битве при Седане в 1870 году, получил звание дивизионного генерала на поле боя и был смертельно ранен несколько минут спустя.
Два его сына, Поль (1860—1919) и Виктор (1866—1942), родились в Алжире и стали известными французскими писателями. История жизни генерала была опубликована под названием «Mon père» («Мой отец»; 1884) его старшим сыном Полем. В свою очередь, младший сын, Виктор, полвека спустя тоже издал книгу о об отце: «Un grand Français, le général Margueritte» («Великий француз, генерал Маргерит», 1930). Также генерал удостоился редкой прижизненной почести: французский зоолог Виктор Жан Франсуа Лош дал обнаруженному им в Алжире в 1858 году новому виду диких кошек латинское видовое название Felis margarita (Кот Маргерита, русское название вида — барханный кот).

## Галерея

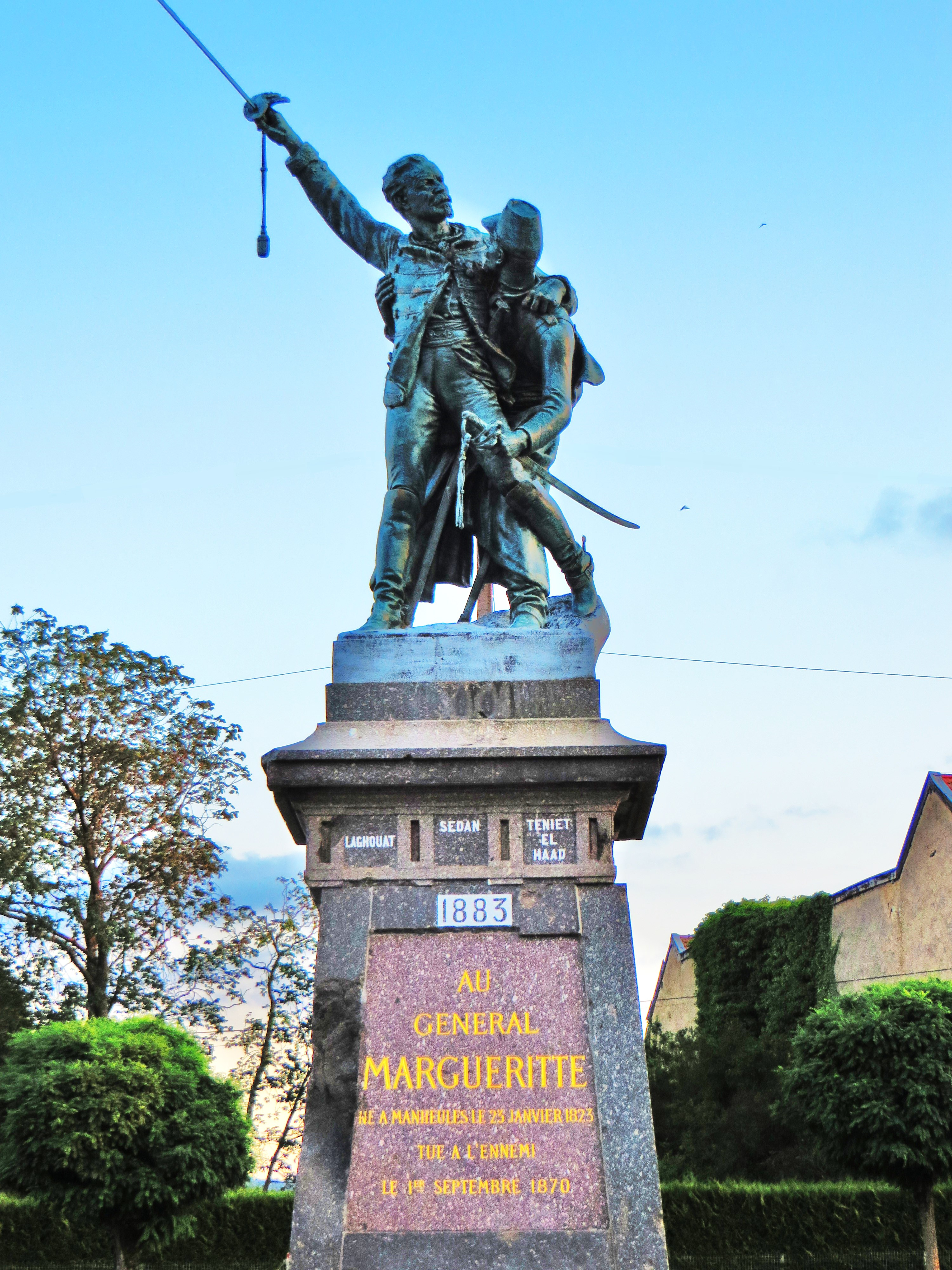
Памятник генералу Маргериту.
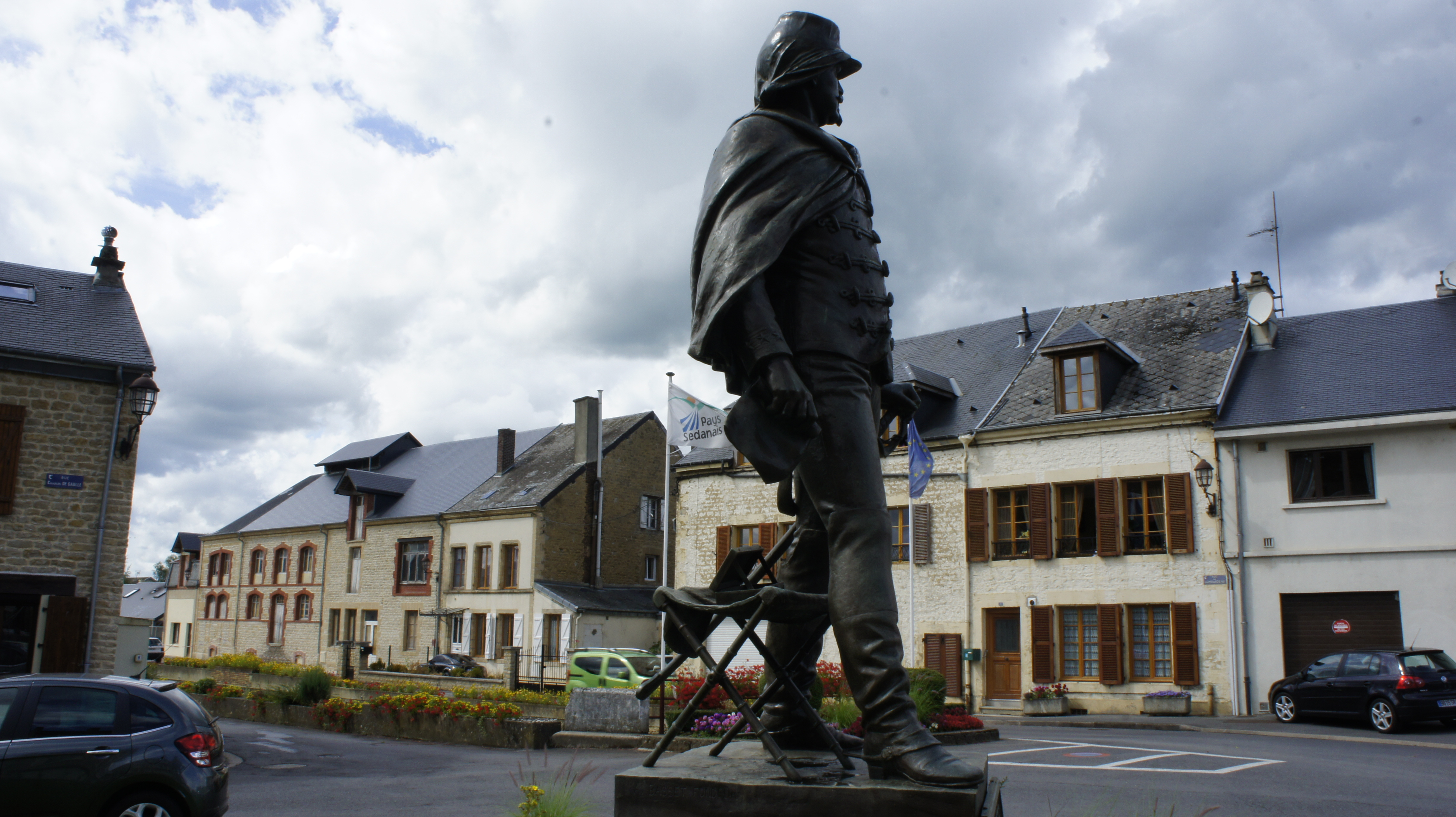
Памятник генералу Маргериту
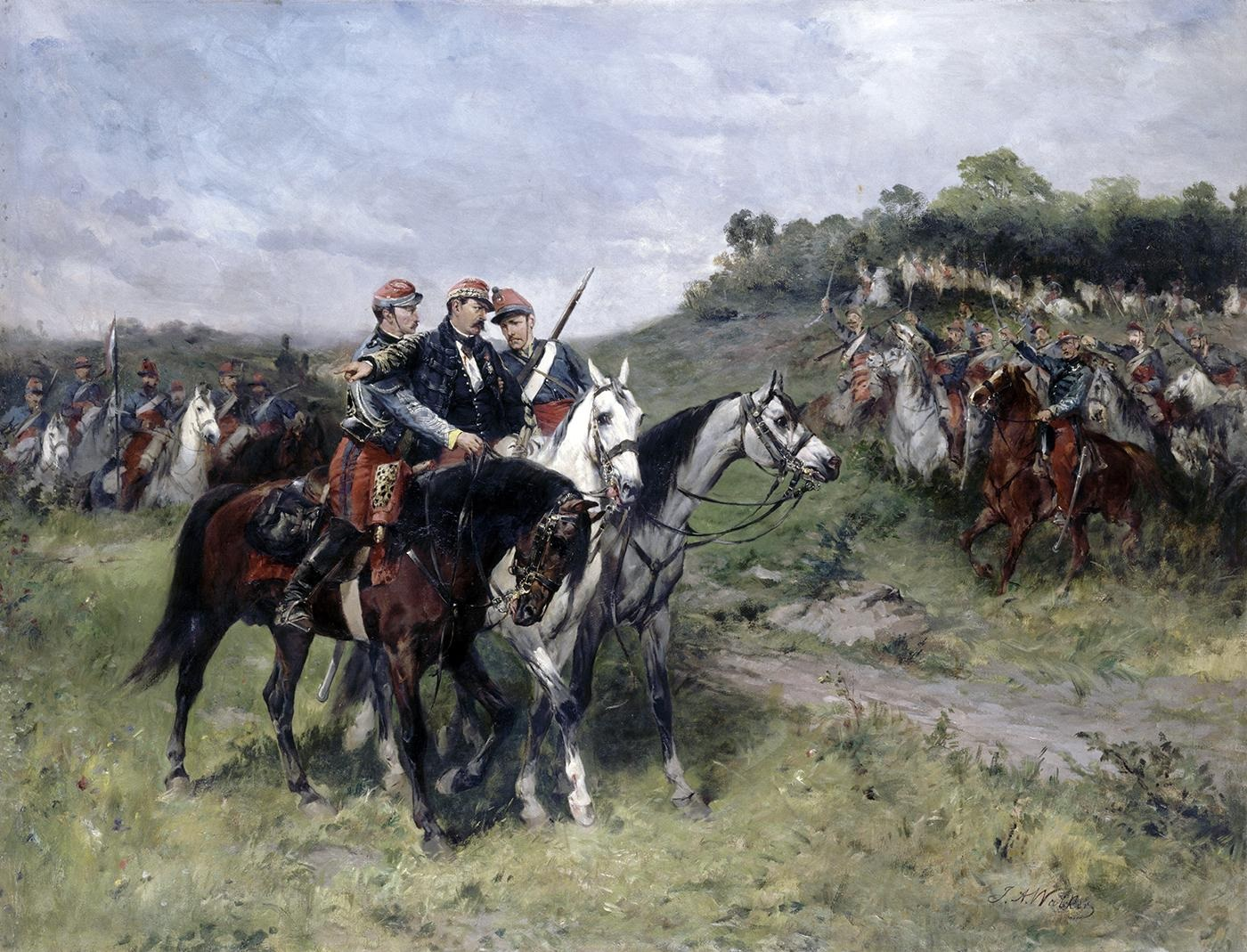
Джеймс Александр Уолкер. Генерал Маргерит в сражении при Седане.